# Костопалівська вулиця
Костопа́лівська ву́лиця — вулиця в Солом'янському районі міста Києва, місцевість Олександрівська слобідка. Пролягає від вулиці Ярова (двічі, утворюючи літеру «П»).

## Історія
Вулиця виникла в 1950-х роках під назвою Нова. 1958 року отримала назву вулиця Саврасова, на честь російського художника Олексія Саврасова. 
Сучасна назва, що походить від історичної назви Олександрівської слобідки — Костопальня (Костопалівка) — з 2022 року.